# Capellepolder (Zuidzande)
De Capellepolder is een polder ten zuidwesten van Zuidzande. Ze behoort tot de Polders van Cadzand, Zuidzande en Nieuwvliet.
De polder werd in 1422 bedijkt door een zekere Van der Capelle, waaraan de polder zijn naam heeft te danken. De polder meet 84 ha.
In het noorden ligt de kom van Zuidzabde, en ook de buurtschap Slikkenburg ligt aan de rand van de polder.
De Capellepolder wordt begrensd door de Oostburgsestraat, de Sluissestraat, de Sluissedijk, het Pompedijkje en de Loodijk.